# 奥利维娅·贝克
奥利维娅·贝克（英語：Olivia Baker，1979年2月28日—），新西兰女子举重运动员。她曾代表新西兰参加2002年英联邦运动会举重比赛，获得一枚银牌和二枚铜牌。她也曾参加2000年夏季奥林匹克运动会。